# Plutónio
Plutónio, pseudonimo di João Ricardo Azevedo (São Sebastião da Pedreira, 28 giugno 1985), è un rapper e cantante portoghese.

## Biografia
Plutónio ha raggiunto la fama dopo aver pubblicato il brano Cafeína, numero uno nella hit parade nazionale e certificato quadruplo platino, equivalente a 40 000 unità, dalla Associação Fonográfica Portuguesa. Ha successivamente collezionato un ulteriore ingresso al vertice della hit parade, piazzando Alô (doppio platino; 2023), in collaborazione con Dillaz, direttamente alla cima della classifica. Gli album in studio Sacrifício: Sangue, lágrimas, suor (2019) e Ordem & progresso (2023) hanno scalato la classifica nazionale rispettivamente fino alla 23ª e 11ª posizione.
È stato candidato agli MTV Europe Music Awards nella categoria di miglior artista portoghese sia nel 2019 che nel 2021.

## Discografia

### Album in studio
- 2013 – Histórias da Minha Life
- 2016 – Preto & Vermelho
- 2019 – Sacrifício: Sangue, lágrimas, suor
- 2023 – Ordem & progresso
- 2024 – Carta de alforria

### Album dal vivo
- 2021 – Ao vivo no Coliseu

### EP
- 2023 – Antisocial (con Lon3r Johny)

### Singoli
- 2015 – Última vez
- 2016 – Orgulho
- 2016 – África minha (con Bonga)
- 2017 – Não vales nada
- 2018 – 3AM
- 2018 – Preciso de um tempo
- 2018 – Rain (con Mishlawi e Richie Campbell)
- 2019 – Prada
- 2019 – Meu deus
- 2019 – 1 de abril
- 2019 – Dramas & dilemas
- 2019 – Lucy Lucy
- 2019 – Vergonha na cara
- 2019 – Sacrifício
- 2019 – Somos iguais
- 2020 – Paycheck (con Lord XIV)
- 2021 – Lisabona
- 2021 – Trilogia pão na mesa
- 2021 – Tirar bilhete
- 2022 – Por enquanto
- 2022 – 4AM no Rio
- 2023 – Alcatraz
- 2023 – Piña colada (con Lon3r Johny)
- 2023 – Pensamento (feat. Vulgo FK & Portugal no Beat)
- 2023 – Novinha grandona (con Filipe Ret e Dallass)
- 2023 – G3 (con Ajaxx feat. Chefin & Leviano)
- 2024 – Acordar
- 2024 – Luxemburgo
- 2024 – País das maravilhas
- 2024 – Interestelar
- 2025 – Milionário (con PTM)